# Jan Arend de Vos van Steenwijk (1746-1813)
Jan Arend (of Joan Arent) baron de Vos van Steenwijk (Vollenhove, 26 maart 1746 - aldaar, 8 maart 1813) was een Nederlands politicus.
De Vos van Steenwijk was een zoon van Jan Arent Godert de Vos van Steenwijk en Geertruid Agnes van Isselmuden tot Rollecate (een kleindochter van Geertruid Agnes Vijgh). Hij studeerde rechten aan de Universiteit van Utrecht, waar hij in 1765 promoveerde op een proefschrift getiteld Continens quaestiones, partim ex iure naturae, partim ex civili Romano petitas.
Na zijn studie werd hij vanwege het gewest Overijssel afgevaardigd in de kamer van de Vereenigde Oostindische Compagnie in Amsterdam. Daarna werd hij lid van de Raad van State en van de Admiraliteit te Amsterdam. Na de Bataafse Revolutie van 1795 werd hij lid van de Provinciale Staten en van de Gedeputeerde Staten van Overijssel. In 1796 werd hij namens Overijssel lid der Eerste Nationale Vergadering. In 1797 werd hij als gezant naar Parijs gezonden, vanwaar hij eind 1798 terugkeerde. Enige maanden later werd hij benoemd tot lid van het bestuur van het Departement van de Oude IJssel.
Na de Brits-Russische landing in 1799 werd hij gezant in Pruisen. In 1801 werd hij door het Staatsbewind aangesteld tot thesaurier-generaal van het Bataafs Gemenebest. In 1805 werd hij benoemd tot lid van de Staatsraad, wat hij ook bleef na de instelling van het Koninkrijk Holland. In 1807 werd hij benoemd tot landdrost van Gelderland, welke functie hij tot 1810 vervulde. Als zodanig was hij onder meer belast met het regelen van de grensscheiding met het groothertogdom Berg.
De Vos van Steenwijk was getrouwd met zijn volle nicht Coenradina Wilhelmina van Isselmuden tot Paaslo, dochter van Hendrik van Isselmuden tot Paaslo (een kleinzoon van Geertruid Agnes Vijgh, zie Landgoed Schaffelaar) en Anna Elisabeth van Haersolte tot Staverden. Het echtpaar had acht kinderen:
- Geertruid Agnes (1776-1830), getrouwd met Willem van Ittersum
- Hendrik (1778-1780)
- Anna Elizabeth (1779-1850), getrouwd met Jan Herman Sigismund Maurits van Nagell tot Ampsen
- Jan Arent Godert (1782-1783)
- Jan Arend Godert (1784-1824)
- Hendrik Antoni Zwier (1786-1834), getrouwd met Louise Florentine Maria van Heeckeren
- Godert Willem (1790-1791)
- Susanna Gerarda Antoinetta (1792-1860), getrouwd met Pieter Bicker Caarten

De Vos van Steenwijk en zijn echtgenote erfden van hun gezamenlijke achterneef Landgoed Schaffelaar te Barneveld met bijbehorend landhuis wat zij in 1793 openbaar lieten veilen.
- Biografisch Portaal: 17969263
- Digitale Bibliotheek voor de Nederlandse Letteren: vos_032
- Gemeinsame Normdatei: 1051480345
- International Standard Name Identifier: 0000 0003 8955 5039
- Nederlandse Thesaurus van Auteursnamen: 095738207
- Parlement.com: vg09llxah4wb
- Virtual International Authority File: 283004903
- WorldCat: E39PBJf49KTymgqdQXVBpGTmBP